# Campeonato de Verano 2017 (Costa Rica)
El Campeonato de Verano 2017 fue la edición 108° del torneo de liga de la Primera División del fútbol costarricense.

## Sistema de competición
El torneo de la Liga FPD está conformado en dos partes:
- Fase de clasificación: Se integra por las 22 jornadas del torneo.
- Fase cuadrangular: Se integra por los cuatro clubes mejor ubicados.

### Fase de clasificación
En la fase de clasificación se observará el sistema de puntos. La ubicación en la tabla general está sujeta a lo siguiente:
- Por juego ganado se obtendrán tres puntos.
- Por juego empatado se obtendrá un punto.
- Por juego perdido no se otorgan puntos.

En esta fase participan los 12 clubes de la Liga FPD jugando en cada torneo todos contra todos durante las 22 jornadas respectivas, a visita recíproca.
El orden de los clubes al final de la fase de calificación del torneo corresponderá a la suma de los puntos obtenidos por cada uno de ellos y se presentará en forma descendente. Si al finalizar las 22 jornadas del torneo, dos o más clubes estuviesen empatados en puntos, su posición en la tabla general será determinada atendiendo a los siguientes criterios de desempate:
1. Mayor diferencia positiva general de goles. Este resultado se obtiene mediante la sumatoria de los goles anotados a todos los rivales, en cada campeonato menos los goles recibidos de estos.
2. Mayor cantidad de goles a favor, anotados a todos los rivales dentro de la misma competencia.
3. Mejor puntuación particular que hayan conseguido en las confrontaciones particulares entre ellos mismos.
4. Mayor diferencia positiva particular de goles, la cual se obtiene sumando los goles de los equipos empatados y restándole los goles recibidos.
5. Mayor cantidad de goles a favor que hayan conseguido en las confrontaciones entre ellos mismos.
6. Como última alternativa, la UNAFUT realizaría un sorteo para el desempate.

### Fase cuadrangular
Al término de las 22 jornadas en la primera fase, los cuatro mejor ubicados en la tabla disputan la cuadrangular, y el equipo que obtuvo el primer lugar se asegura un puesto en la final de manera automática. Si éste vuelve a quedar en la primera posición, se coronará campeón, pero si otro club consigue el liderato, se obligará a una final para disputar el título. En total se desarrollarán 6 fechas de visita recíproca.
El conjunto vencedor del torneo recibirá un cupo para la Liga de Campeones de la Concacaf 2017-18.

## Arbitraje
A continuación se mencionarán los árbitros que estarán presentes en el campeonato:
| - Álvaro Acuña Torres - Ricardo Montero Araya (2011) - Jimmy Torres Taylor - Benjamín Pineda - Henry Bejarano Matarrita (2011) - Juan Gabriel Calderón - Steven Madrigal Fallas - Cristian Rodríguez Rodríguez - Adrián Chinchilla Chaves - Keylor Herrera Villalobos | - Pedro Navarro Torres - Wálter Quesada Cordero (2001) - Andrey Vega Chinchilla - Josué Ugalde Aguilar - Allen Quirós (2016) - Adrián Elizondo Badilla - Geiner Zúñiga Molina - David Gómez Araya - Isaac Mendoza Cárdenas |

### Uniformes
| Uniforme Arbitral Negro | Uniforme Arbitral Amarillo | Uniforme Arbitral Rosa |

## Trofeo
Desde su implementación en el Verano 2012, el trofeo de campeón cuenta con 32 pulgadas de altura, mientras que su diámetro es de 12. Tiene como características el balón de fútbol en la parte superior y los detalles en el cuerpo, ambos fabricados con oro; estos dos son sostenidos por una barra hecha de plata y su base es escalonada, realizada con el metal dorado. El título de subcampeón mide 30 pulgadas de alto y 9.5 de diámetro, totalmente de plata. Los dos premios son de manufactura italiana. Además, los finalistas reciben las respectivas medallas, de oro para el campeón y de plata para el subcampeón. Estas últimas son importadas de Estados Unidos, tienen medidas de 5 centímetros de diámetro y 3 milímetros de grosor. La inversión de todos estos elementos es de $5.000.
| Trofeo del Campeón | Trofeo del Subcampeón |
| ------------------ | --------------------- |
|                    |                       |

## Equipos por provincia
| Saprissa Herediano Belén Alajuelense Carmelita San Carlos UCR Pérez Zeledón Cartaginés Limón Santos Liberia |

| Provincia  | N.º | Equipos                                                    |
| ---------- | --- | ---------------------------------------------------------- |
| San José   | 3   | Deportivo Saprissa Universidad de Costa Rica Pérez Zeledón |
| Alajuela   | 3   | L.D. Alajuelense A.D. Carmelita A.D. San Carlos            |
| Heredia    | 2   | C.S. Herediano Belén F.C.                                  |
| Limón      | 2   | Limón F.C. Santos de Guápiles                              |
| Cartago    | 1   | C.S. Cartaginés                                            |
| Guanacaste | 1   | Municipal Liberia                                          |

## Información de los equipos
| Equipo        | Entrenador        | Estadio           | Ciudad                  | Patrocinador                  | Equipación       | Transmisión |
| ------------- | ----------------- | ----------------- | ----------------------- | ----------------------------- | ---------------- | ----------- |
| Alajuelense   | Benito Floro      | Morera Soto       | Alajuela                | Claro                         | Puma             |             |
| Belén         | Daniel Casas      | Rosabal Cordero   | Heredia                 | Papa John's Pizza             | Silver Sport     |             |
| Carmelita     | Guilherme Farinha | Morera Soto       | Alajuela                | Tierrasol                     | Sportek          | Extra TV 42 |
| Cartaginés    | Jeaustin Campos   | "Fello" Meza      | Cartago                 | Bancrédito                    | Joma             |             |
| Herediano     | Hernán Medford    | Rosabal Cordero   | Heredia                 | Kölbi                         | Umbro            |             |
| Liberia       | Erick Rodríguez   | Edgardo Baltodano | Liberia, Guanacaste     | Pulmitan de Liberia           | Roma Sports Gear |             |
| Limón         | Horacio Esquivel  | Juan Gobán        | Limón                   | Reinas' Bar                   | Living Sport     |             |
| Pérez Zeledón | José Giacone      | Municipal         | Pérez Zeledón, San José | Kölbi                         | Living Sport     |             |
| Santos        | Johnny Chaves     | Ebal Rodríguez    | Guápiles, Limón         | Grupo Colono                  | Living Sport     |             |
| San Carlos    | Óscar Alegre      | Carlos Ugalde     | San Carlos, Alajuela    | Dos Pinos                     | ARN Arena        |             |
| Saprissa      | Carlos Watson     | Ricardo Saprissa  | Tibás, San José         | Bimbo                         | Kappa            |             |
| UCR           | Mauricio Wright   | "Cuty" Monge      | Desamparados, San José  | Instituto Nacional de Seguros | Roma Sports Gear |             |

### Cambios de entrenadores
| Equipo            | Entrenador (jornadas)                             |
| ----------------- | ------------------------------------------------- |
| Belén F.C.        | Fernando Palomeque (1-11) Daniel Casas (12-22)    |
| A.D. Carmelita    | Vinicio Alvarado (1-12) Guilherme Farinha (13-22) |
| Municipal Liberia | Marvin Solano (1-13) Erick Rodríguez (14-22)      |
| A.D. San Carlos   | Leonardo Moreira (1-18) Óscar Alegre (19-22)      |

## Estadios
|                                                                                             | |                                                                                          |
|                                                                                             | |                                                                                          |
| Estadio Ricardo Saprissa Ciudad: Tibás, San José Capacidad: 23.112 Club: Deportivo Saprissa | Estadio Morera Soto Ciudad: Alajuela Capacidad: 17.895 Clubes: Alajuelense y Carmelita               | Estadio "Fello" Meza Ciudad: Cartago Capacidad: 13.500 Club: Cartaginés                  |
|                                                                                             | |                                                                                          |
| Estadio Rosabal Cordero Ciudad: Heredia Capacidad: 8.721 Clubes: Herediano y Belén          | Estadio Municipal Ciudad: Pérez Zeledón, San José Capacidad: 6.100 Club: Pérez Zeledón               | Estadio Edgardo Baltodano Ciudad: Liberia, Guanacaste Capacidad: 5.797 Club: Liberia     |
|                                                                                             | |                                                                                          |
| Estadio Carlos Ugalde Ciudad: San Carlos, Alajuela Capacidad: 5.600 Club: San Carlos        | Estadio "Cuty" Monge Ciudad: Desamparados, San José Capacidad: 5.500 Club: Universidad de Costa Rica | Estadio Ebal Rodríguez Ciudad: Guápiles, Limón Capacidad: 4.500 Club: Santos de Guápiles |
|                                                                                             | |                                                                                          |
| Estadio Juan Gobán Ciudad: Limón Capacidad: 3.000 Club: Limón                               | |                                                                                          |

## Fase de clasificación

### Tabla de posiciones
|     | Equipos                        |  | PJ | PG | PE | PP | GF | GC | Dif. | Pts. |
| --- | ------------------------------ |  | -- | -- | -- | -- | -- | -- | ---- | ---- |
| 1.  | Deportivo Saprissa             |  | 22 | 13 | 5  | 4  | 30 | 19 | +11  | 44   |
| 2.  | C.S. Herediano                 |  | 22 | 11 | 6  | 5  | 41 | 24 | +17  | 39   |
| 3.  | Limón F.C.                     |  | 22 | 11 | 4  | 7  | 43 | 31 | +12  | 37   |
| 4.  | Santos de Guápiles             |  | 22 | 9  | 7  | 6  | 32 | 26 | +6   | 34   |
| 5.  | Pérez Zeledón                  |  | 22 | 10 | 4  | 8  | 32 | 30 | +2   | 34   |
| 6.  | C.S. Cartaginés                |  | 22 | 9  | 6  | 7  | 28 | 28 | 0    | 33   |
| 7.  | L.D. Alajuelense               |  | 22 | 8  | 7  | 7  | 27 | 23 | +4   | 31   |
| 8.  | Municipal Liberia              |  | 22 | 6  | 9  | 7  | 20 | 32 | -12  | 27   |
| 9.  | A.D. San Carlos                |  | 22 | 7  | 3  | 12 | 26 | 34 | -8   | 24   |
| 10. | C.F. Universidad de Costa Rica |  | 22 | 5  | 7  | 10 | 22 | 33 | -11  | 22   |
| 11. | Belén F.C.                     |  | 22 | 4  | 7  | 11 | 24 | 37 | -13  | 19   |
| 12. | A.D. Carmelita                 |  | 22 | 4  | 5  | 13 | 21 | 29 | -8   | 17   |

| Simbología |
| --- |
| Pos – Posición; PJ – Partidos Jugados; PG - Partidos Ganados; PE - Partidos Empatados; PP - Partidos Perdidos; GF – Goles a Favor; GC – Goles en Contra; DIF – Diferencia de Goles; PTS - Puntos. |

|  | Líder, clasifica a la final y a la cuadrangular (1º Lugar). |
|  | Clasifican a la cuadrangular (2º a 4º Lugar).               |
|  | Último lugar.                                               |

### Tabla acumulada de la temporada
|     | Equipos                        |  | PJ | PG | PE | PP | GF | GC | Dif. | Pts. |
| --- | ------------------------------ |  | -- | -- | -- | -- | -- | -- | ---- | ---- |
| 1.  | Deportivo Saprissa             |  | 44 | 28 | 9  | 7  | 82 | 38 | +44  | 93   |
| 2.  | C.S. Herediano                 |  | 44 | 23 | 14 | 7  | 85 | 48 | +37  | 83   |
| 3.  | L.D. Alajuelense               |  | 44 | 20 | 10 | 14 | 58 | 43 | +15  | 70   |
| 4.  | Santos de Guápiles             |  | 44 | 19 | 12 | 13 | 62 | 53 | +9   | 69   |
| 5.  | Limón F.C.                     |  | 44 | 20 | 8  | 16 | 65 | 70 | -5   | 68   |
| 6.  | C.S. Cartaginés                |  | 44 | 17 | 15 | 12 | 63 | 59 | +4   | 66   |
| 7.  | Pérez Zeledón                  |  | 44 | 16 | 10 | 18 | 58 | 57 | +1   | 58   |
| 8.  | Municipal Liberia              |  | 44 | 10 | 16 | 18 | 47 | 66 | -19  | 46   |
| 9.  | C.F. Universidad de Costa Rica |  | 44 | 10 | 14 | 20 | 53 | 71 | -18  | 44   |
| 10. | A.D. Carmelita                 |  | 44 | 11 | 10 | 23 | 43 | 62 | -19  | 43   |
| 11. | Belén F.C.                     |  | 44 | 10 | 12 | 22 | 52 | 75 | -23  | 42   |
| 12. | A.D. San Carlos                |  | 44 | 11 | 8  | 25 | 42 | 68 | -26  | 41   |

| Simbología |
| --- |
| Pos – Posición; PJ – Partidos Jugados; PG - Partidos Ganados; PE - Partidos Empatados; PP - Partidos Perdidos; GF – Goles a Favor; GC – Goles en Contra; DIF – Diferencia de Goles; PTS - Puntos. |

|  | Clasificados a la segunda ronda de la Liga de Campeones de la Concacaf 2017-18. |
|  | Clasificados a la primera ronda de la Liga de Campeones de la Concacaf 2017-18. |
|  | Descendido a la Liga de Ascenso.                                                |

### Evolución de la clasificación
| Equipo / Jornada                  | 01 | 02 | 03 | 04 | 05 | 06 | 07 | 08 | 09 | 10 | 11 | 12 | 13 | 14 | 15 | 16 | 17 | 18 | 19 | 20 | 21 | 22 |
| --------------------------------- | -- | -- | -- | -- | -- | -- | -- | -- | -- | -- | -- | -- | -- | -- | -- | -- | -- | -- | -- | -- | -- | -- |
| Saprissa                          | 8  | 6  | 4  | 7  | 5  | 7  | 6  | 3  | 5  | 5  | 5  | 2  | 4  | 2  | 2  | 2  | 1  | 1  | 2  | 1  | 1  | 1  |
| Herediano                         | 2  | 3  | 5  | 3  | 3  | 2  | 7  | 4  | 2  | 3  | 2  | 4  | 2  | 4  | 4  | 3  | 3  | 3  | 3  | 3  | 3  | 2  |
| Limón                             | 12 | 12 | 6  | 4  | 7  | 3  | 3  | 7  | 3  | 2  | 1  | 1  | 1  | 1  | 1  | 1  | 2  | 2  | 1  | 2  | 2  | 3  |
| Santos                            | 3  | 1  | 2  | 2  | 2  | 1  | 1  | 1  | 1  | 1  | 3  | 3  | 6  | 5  | 3  | 4  | 4  | 5  | 6  | 6  | 5  | 4  |
| Pérez Zeledón                     | 11 | 11 | 7  | 9  | 8  | 6  | 2  | 2  | 6  | 6  | 6  | 6  | 5  | 3  | 5  | 5  | 5  | 4  | 4  | 4  | 6  | 5  |
| Cartaginés                        | 1  | 2  | 1  | 1  | 1  | 4  | 4  | 5  | 7  | 7  | 7  | 8  | 7  | 7  | 7  | 7  | 7  | 7  | 5  | 5  | 4  | 6  |
| Alajuelense                       | 10 | 8  | 10 | 10 | 12 | 12 | 10 | 10 | 9  | 9  | 9  | 10 | 9  | 8  | 9  | 8  | 9  | 10 | 8  | 7  | 7  | 7  |
| Liberia                           | 5  | 4  | 3  | 5  | 6  | 8  | 8  | 9  | 10 | 8  | 8  | 9  | 10 | 10 | 10 | 10 | 10 | 8  | 9  | 8  | 8  | 8  |
| San Carlos                        | 4  | 5  | 8  | 6  | 4  | 5  | 5  | 6  | 4  | 4  | 4  | 5  | 3  | 6  | 6  | 6  | 6  | 6  | 7  | 9  | 9  | 9  |
| UCR                               | 7  | 10 | 12 | 12 | 10 | 11 | 9  | 8  | 8  | 10 | 10 | 7  | 8  | 9  | 8  | 9  | 8  | 9  | 10 | 10 | 10 | 10 |
| Belén                             | 9  | 9  | 11 | 11 | 11 | 10 | 12 | 12 | 11 | 12 | 12 | 11 | 11 | 11 | 11 | 12 | 12 | 12 | 12 | 12 | 12 | 11 |
| Carmelita                         | 6  | 7  | 9  | 8  | 9  | 9  | 11 | 11 | 12 | 11 | 11 | 12 | 12 | 12 | 12 | 11 | 11 | 11 | 11 | 11 | 11 | 12 |
| Última actualización: 16 de abril |    |    |    |    |    |    |    |    |    |    |    |    |    |    |    |    |    |    |    |    |    |    |

### Resumen de resultados
| Local / Visita                    | ADC   | SC    | BEL   | UCR   | CSC   | CSH   | SAP   | LDA   | LFC   | MPZ   | LIB   | SAN   |
| --------------------------------- | ----- | ----- | ----- | ----- | ----- | ----- | ----- | ----- | ----- | ----- | ----- | ----- |
| A.D. Carmelita                    |       | 2 - 3 | 0 - 0 | 1 - 2 | 2 - 2 | 1 - 2 | 0 - 1 | 0 - 2 | 2 - 1 | 0 - 1 | 2 - 2 | 1 - 2 |
| A.D. San Carlos                   | 0 - 2 |       | 1 - 1 | 3 - 1 | 0 - 1 | 1 - 2 | 1 - 0 | 0 - 1 | 0 - 0 | 2 - 0 | 1 - 0 | 1 - 0 |
| Belén F.C.                        | 1 - 3 | 1 - 2 |       | 2 - 3 | 1 - 1 | 1 - 1 | 2 - 3 | 1 - 2 | 3 - 1 | 0 - 1 | 1 - 1 | 3 - 2 |
| C.F. Universidad de Costa Rica    | 0 - 0 | 2 - 1 | 1 - 1 |       | 3 - 0 | 1 - 0 | 0 - 2 | 1 - 1 | 1 - 3 | 2 - 2 | 1 - 1 | 0 - 0 |
| C.S. Cartaginés                   | 2 - 1 | 4 - 3 | 1 - 0 | 1 - 1 |       | 0 - 3 | 3 - 0 | 1 - 0 | 3 - 1 | 3 - 1 | 1 - 1 | 1 - 1 |
| C.S. Herediano                    | 2 - 1 | 3 - 2 | 2 - 1 | 3 - 1 | 1 - 2 |       | 2 - 2 | 0 - 0 | 0 - 1 | 2 - 0 | 7 - 1 | 1 - 1 |
| Deportivo Saprissa                | 1 - 0 | 2 - 1 | 0 - 1 | 1 - 0 | 2 - 0 | 2 - 0 |       | 2 - 1 | 2 - 1 | 2 - 1 | 4 - 1 | 1 - 1 |
| L.D. Alajuelense                  | 1 - 0 | 1 - 1 | 0 - 1 | 3 - 1 | 2 - 1 | 0 - 2 | 3 - 1 |       | 2 - 2 | 2 - 0 | 1 - 1 | 1 - 2 |
| Limón F.C.                        | 2 - 1 | 4 - 1 | 7 - 0 | 1 - 0 | 2 - 0 | 0 - 4 | 0 - 0 | 2 - 2 |       | 5 - 1 | 4 - 1 | 4 - 1 |
| Pérez Zeledón                     | 2 - 1 | 4 - 1 | 2 - 1 | 3 - 1 | 1 - 1 | 3 - 1 | 0 - 0 | 1 - 0 | 4 - 0 |       | 1 - 1 | 1 - 2 |
| Municipal Liberia                 | 0 - 0 | 1 - 0 | 1 - 0 | 1 - 0 | 1 - 0 | 2 - 2 | 0 - 0 | 1 - 0 | 1 - 2 | 0 - 2 |       | 2 - 0 |
| Santos de Guápiles                | 0 - 1 | 2 - 1 | 2 - 2 | 3 - 0 | 1 - 0 | 1 - 1 | 1 - 2 | 2 - 2 | 2 - 0 | 3 - 1 | 3 - 0 |       |
| Última actualización: 16 de abril |       |       |       |       |       |       |       |       |       |       |       |       |

|  | Victoria del conjunto local     |
|  | Empate                          |
|  | Victoria del conjunto visitante |

### Jornadas
- Los horarios son correspondientes al tiempo de Costa Rica (UTC-6).
- El calendario de los partidos se dio a conocer el 11 de noviembre de 2016.[9]

#### Primera vuelta
| L.D. Alajuelense               | 1 - 2 | Santos de Guápiles | Morera Soto       | 7 de enero | 18:00 |  |
| C.S. Cartaginés                | 3 - 1 | Limón F.C.         | "Fello" Meza      | 8 de enero | 13:30 |  |
| C.F. Universidad de Costa Rica | 0 - 0 | A.D. Carmelita     | "Cuty" Monge      | 8 de enero | 13:30 |  |
| Municipal Liberia              | 1 - 0 | Belén F.C.         | Edgardo Baltodano | 8 de enero | 14:00 |  |
| A.D. San Carlos                | 1 - 0 | Deportivo Saprissa | Carlos Ugalde     | 8 de enero | 16:00 |  |
| C.S. Herediano                 | 2 - 0 | Pérez Zeledón      | Rosabal Cordero   | 8 de enero | 18:15 |  |
| Total de goles: 11             |       |                    |                   |            |       |  |

| Limón F.C.         | 2 - 2 | L.D. Alajuelense               | Juan Gobán      | 14 de enero | 15:00 |             |
| Pérez Zeledón      | 1 - 1 | Municipal Liberia              | Municipal       | 14 de enero | 15:00 |             |
| A.D. Carmelita     | 2 - 2 | C.S. Cartaginés                | Morera Soto     | 14 de enero | 19:00 | Extra TV 42 |
| Belén F.C.         | 1 - 1 | C.S. Herediano                 | Rosabal Cordero | 14 de enero | 20:00 |             |
| Santos de Guápiles | 2 - 1 | A.D. San Carlos                | Ebal Rodríguez  | 15 de enero | 14:00 |             |
| Deportivo Saprissa | 1 - 0 | C.F. Universidad de Costa Rica | Nacional        | 15 de enero | 17:00 |             |
| Total de goles: 16 |       |                                |                 |             |       |             |

| Pérez Zeledón                  | 2 - 1 | Belén F.C.         | Municipal         | 18 de enero | 13:30 |             |
| C.F. Universidad de Costa Rica | 1 - 3 | Limón F.C.         | "Cuty" Monge      | 18 de enero | 14:00 |             |
| A.D. Carmelita                 | 0 - 1 | Deportivo Saprissa | Morera Soto       | 18 de enero | 19:00 | Extra TV 42 |
| C.S. Cartaginés                | 4 - 3 | A.D. San Carlos    | "Fello" Meza      | 18 de enero | 20:00 |             |
| Municipal Liberia              | 1 - 0 | L.D. Alajuelense   | Edgardo Baltodano | 18 de enero | 20:00 |             |
| C.S. Herediano                 | 1 - 1 | Santos de Guápiles | Rosabal Cordero   | 18 de enero | 20:00 |             |
| Total de goles: 18             |       |                    |                   |             |       |             |

| Limón F.C.         | 4 - 1 | Municipal Liberia              | Juan Gobán      | 21 de enero | 14:00 |  |
| Belén F.C.         | 1 - 3 | A.D. Carmelita                 | Rosabal Cordero | 21 de enero | 16:00 |  |
| L.D. Alajuelense   | 0 - 2 | C.S. Herediano                 | Morera Soto     | 21 de enero | 18:15 |  |
| A.D. San Carlos    | 3 - 1 | C.F. Universidad de Costa Rica | Carlos Ugalde   | 21 de enero | 19:30 |  |
| Santos de Guápiles | 3 - 1 | Pérez Zeledón                  | Ebal Rodríguez  | 22 de enero | 14:00 |  |
| C.S. Cartaginés    | 3 - 0 | Deportivo Saprissa             | "Fello" Meza    | 22 de enero | 17:15 |  |
| Total de goles: 22 |       |                                |                 |             |       |  |

| Pérez Zeledón                  | 1 - 0 | L.D. Alajuelense   | Municipal         | 25 de enero | 14:30 |             |
| C.F. Universidad de Costa Rica | 3 - 0 | C.S. Cartaginés    | "Cuty" Monge      | 25 de enero | 15:00 |             |
| Deportivo Saprissa             | 2 - 1 | Limón F.C.         | Ricardo Saprissa  | 25 de enero | 20:00 |             |
| Belén F.C.                     | 3 - 2 | Santos de Guápiles | Rosabal Cordero   | 26 de enero | 19:00 |             |
| A.D. Carmelita                 | 2 - 3 | A.D. San Carlos    | Morera Soto       | 26 de enero | 19:00 | Extra TV 42 |
| Municipal Liberia              | 2 - 2 | C.S. Herediano     | Edgardo Baltodano | 26 de enero | 20:00 |             |
| Total de goles: 21             |       |                    |                   |             |       |             |

| L.D. Alajuelense   | 2 - 1 | C.S. Cartaginés                | Morera Soto     | 28 de enero | 17:45 |  |
| A.D. San Carlos    | 1 - 1 | Belén F.C.                     | Carlos Ugalde   | 28 de enero | 19:30 |  |
| C.S. Herediano     | 2 - 2 | Deportivo Saprissa             | Rosabal Cordero | 28 de enero | 20:00 |  |
| Santos de Guápiles | 3 - 0 | Municipal Liberia              | Ebal Rodríguez  | 29 de enero | 14:00 |  |
| Pérez Zeledón      | 3 - 1 | C.F. Universidad de Costa Rica | Municipal       | 29 de enero | 15:00 |  |
| Limón F.C.         | 2 - 1 | A.D. Carmelita                 | Juan Gobán      | 29 de enero | 15:00 |  |
| Total de goles: 19 |       |                                |                 |             |       |  |

| C.F. Universidad de Costa Rica | 1 - 0 | C.S. Herediano     | "Cuty" Monge     | 1 de febrero | 15:00 |             |
| A.D. Carmelita                 | 0 - 1 | Pérez Zeledón      | Morera Soto      | 1 de febrero | 19:00 | Extra TV 42 |
| Belén F.C.                     | 1 - 2 | L.D. Alajuelense   | Rosabal Cordero  | 1 de febrero | 20:00 |             |
| Deportivo Saprissa             | 1 - 1 | Santos de Guápiles | Ricardo Saprissa | 1 de febrero | 20:00 |             |
| C.S. Cartaginés                | 1 - 1 | Municipal Liberia  | "Fello" Meza     | 1 de febrero | 20:00 |             |
| A.D. San Carlos                | 0 - 0 | Limón F.C.         | Carlos Ugalde    | 1 de febrero | 20:00 |             |
| Total de goles: 9              |       |                    |                  |              |       |             |

| C.S. Herediano     | 3 - 2 | A.D. San Carlos                | Rosabal Cordero   | 4 de febrero | 20:00 |  |
| Pérez Zeledón      | 1 - 1 | C.S. Cartaginés                | Municipal         | 4 de febrero | 20:00 |  |
| Municipal Liberia  | 0 - 0 | A.D. Carmelita                 | Edgardo Baltodano | 5 de febrero | 13:30 |  |
| Santos de Guápiles | 2 - 0 | Limón F.C.                     | Ebal Rodríguez    | 5 de febrero | 13:30 |  |
| Belén F.C.         | 2 - 3 | C.F. Universidad de Costa Rica | Rosabal Cordero   | 5 de febrero | 13:30 |  |
| Deportivo Saprissa | 2 - 1 | L.D. Alajuelense               | Ricardo Saprissa  | 5 de febrero | 16:00 |  |
| Total de goles: 17 |       |                                |                   |              |       |  |

| Limón F.C.                     | 5 - 1 | Pérez Zeledón      | Juan Gobán       | 8 de febrero | 15:00 |             |
| C.F. Universidad de Costa Rica | 0 - 0 | Santos de Guápiles | "Cuty" Monge     | 8 de febrero | 15:00 |             |
| A.D. Carmelita                 | 0 - 2 | L.D. Alajuelense   | Morera Soto      | 8 de febrero | 19:00 | Extra TV 42 |
| A.D. San Carlos                | 1 - 0 | Municipal Liberia  | Carlos Ugalde    | 8 de febrero | 20:00 |             |
| Deportivo Saprissa             | 0 - 1 | Belén F.C.         | Ricardo Saprissa | 8 de febrero | 20:00 |             |
| C.S. Cartaginés                | 0 - 3 | C.S. Herediano     | "Fello" Meza     | 9 de febrero | 20:00 |             |
| Total de goles: 13             |       |                    |                  |              |       |             |

| L.D. Alajuelense   | 1 - 1 | A.D. San Carlos                | Morera Soto       | 11 de febrero | 17:45 |  |
| C.S. Herediano     | 0 - 1 | Limón F.C.                     | Rosabal Cordero   | 11 de febrero | 20:00 |  |
| Municipal Liberia  | 1 - 0 | C.F. Universidad de Costa Rica | Edgardo Baltodano | 12 de febrero | 13:30 |  |
| Santos de Guápiles | 0 - 1 | A.D. Carmelita                 | Ebal Rodríguez    | 12 de febrero | 13:30 |  |
| Belén F.C.         | 1 - 1 | C.S. Cartaginés                | "Coyella" Fonseca | 12 de febrero | 16:00 |  |
| Pérez Zeledón      | 0 - 0 | Deportivo Saprissa             | Municipal         | 12 de febrero | 16:00 |  |
| Total de goles: 7  |       |                                |                   |               |       |  |

| A.D. San Carlos                | 2 - 0 | Pérez Zeledón      | Carlos Ugalde | 18 de febrero | 19:30 |             |
| C.F. Universidad de Costa Rica | 1 - 1 | L.D. Alajuelense   | Morera Soto   | 18 de febrero | 19:30 |             |
| Deportivo Saprissa             | 4 - 1 | Municipal Liberia  | "Fello" Meza  | 18 de febrero | 20:00 |             |
| C.S. Cartaginés                | 1 - 1 | Santos de Guápiles | "Fello" Meza  | 19 de febrero | 13:30 |             |
| Limón F.C.                     | 7 - 0 | Belén F.C.         | Juan Gobán    | 19 de febrero | 13:30 |             |
| A.D. Carmelita                 | 1 - 2 | C.S. Herediano     | Morera Soto   | 19 de febrero | 14:00 | Extra TV 42 |
| Total de goles: 21             |       |                    |               |               |       |             |

#### Segunda vuelta
| A.D. Carmelita     | 1 - 2 | C.F. Universidad de Costa Rica | Morera Soto       | 25 de febrero | 19:00 | Extra TV 42 |
| Deportivo Saprissa | 2 - 1 | A.D. San Carlos                | Ricardo Saprissa  | 25 de febrero | 20:00 |             |
| Santos de Guápiles | 2 - 2 | L.D. Alajuelense               | Ebal Rodríguez    | 26 de febrero | 13:30 |             |
| Limón F.C.         | 2 - 0 | C.S. Cartaginés                | Juan Gobán        | 26 de febrero | 14:00 |             |
| Pérez Zeledón      | 3 - 1 | C.S. Herediano                 | Municipal         | 26 de febrero | 16:00 |             |
| Belén F.C.         | 1 - 1 | Municipal Liberia              | "Coyella" Fonseca | 26 de febrero | 16:10 |             |
| Total de goles: 18 |       |                                |                   |               |       |             |

| A.D. San Carlos                | 1 - 0 | Santos de Guápiles | Carlos Ugalde     | 1 de marzo  | 20:00 |  |
| Municipal Liberia              | 0 - 2 | Pérez Zeledón      | Edgardo Baltodano | 1 de marzo  | 20:00 |  |
| C.S. Cartaginés                | 2 - 1 | A.D. Carmelita     | "Fello" Meza      | 1 de marzo  | 20:00 |  |
| L.D. Alajuelense               | 2 - 2 | Limón F.C.         | Morera Soto       | 1 de marzo  | 20:00 |  |
| C.S. Herediano                 | 2 - 1 | Belén F.C.         | Rosabal Cordero   | 2 de marzo  | 20:00 |  |
| C.F. Universidad de Costa Rica | 0 - 2 | Deportivo Saprissa | Ricardo Saprissa  | 23 de marzo | 20:00 |  |
| Total de goles: 15             |       |                    |                   |             |       |  |

| L.D. Alajuelense   | 1 - 1 | Municipal Liberia              | Morera Soto       | 4 de marzo | 18:00 |  |
| A.D. San Carlos    | 0 - 1 | C.S. Cartaginés                | Carlos Ugalde     | 4 de marzo | 19:30 |  |
| Santos de Guápiles | 1 - 1 | C.S. Herediano                 | Ebal Rodríguez    | 5 de marzo | 13:30 |  |
| Limón F.C.         | 1 - 0 | C.F. Universidad de Costa Rica | Juan Gobán        | 5 de marzo | 14:00 |  |
| Deportivo Saprissa | 1 - 0 | A.D. Carmelita                 | Ricardo Saprissa  | 5 de marzo | 16:00 |  |
| Belén F.C.         | 0 - 1 | Pérez Zeledón                  | "Coyella" Fonseca | 5 de marzo | 16:10 |  |
| Total de goles: 8  |       |                                |                   |            |       |  |

| C.F. Universidad de Costa Rica | 2 - 1 | A.D. San Carlos    | "Cuty" Monge      | 8 de marzo | 15:00 |             |
| Deportivo Saprissa             | 2 - 0 | C.S. Cartaginés    | Ricardo Saprissa  | 8 de marzo | 20:00 |             |
| Municipal Liberia              | 1 - 2 | Limón F.C.         | Edgardo Baltodano | 8 de marzo | 20:00 |             |
| Pérez Zeledón                  | 1 - 2 | Santos de Guápiles | Municipal         | 8 de marzo | 20:00 |             |
| C.S. Herediano                 | 0 - 0 | L.D. Alajuelense   | Rosabal Cordero   | 8 de marzo | 20:00 |             |
| A.D. Carmelita                 | 0 - 0 | Belén F.C.         | Morera Soto       | 9 de marzo | 19:00 | Extra TV 42 |
| Total de goles: 11             |       |                    |                   |            |       |             |

| L.D. Alajuelense   | 2 - 0 | Pérez Zeledón                  | Morera Soto     | 11 de marzo | 17:45 |  |
| A.D. San Carlos    | 0 - 2 | A.D. Carmelita                 | Carlos Ugalde   | 11 de marzo | 19:30 |  |
| C.S. Herediano     | 7 - 1 | Municipal Liberia              | Rosabal Cordero | 11 de marzo | 20:00 |  |
| Santos de Guápiles | 2 - 2 | Belén F.C.                     | Ebal Rodríguez  | 12 de marzo | 13:30 |  |
| Limón F.C.         | 0 - 0 | Deportivo Saprissa             | Juan Gobán      | 12 de marzo | 15:00 |  |
| C.S. Cartaginés    | 1 - 1 | C.F. Universidad de Costa Rica | "Fello" Meza    | 12 de marzo | 16:00 |  |
| Total de goles: 18 |       |                                |                 |             |       |  |

| Municipal Liberia              | 2 - 0 | Santos de Guápiles | Edgardo Baltodano | 19 de marzo | 13:30 |             |
| C.F. Universidad de Costa Rica | 2 - 2 | Pérez Zeledón      | "Cuty" Monge      | 19 de marzo | 14:00 |             |
| C.S. Cartaginés                | 1 - 0 | L.D. Alajuelense   | "Fello" Meza      | 19 de marzo | 14:30 |             |
| Belén F.C.                     | 1 - 2 | A.D. San Carlos    | "Coyella" Fonseca | 19 de marzo | 16:10 |             |
| Deportivo Saprissa             | 2 - 0 | C.S. Herediano     | Ricardo Saprissa  | 19 de marzo | 17:00 |             |
| A.D. Carmelita                 | 2 - 1 | Limón F.C.         | Morera Soto       | 19 de marzo | 19:15 | Extra TV 42 |
| Total de goles: 15             |       |                    |                   |             |       |             |

| L.D. Alajuelense   | 0 - 1 | Belén F.C.                     | Morera Soto       | 25 de marzo | 18:00 |  |
| Pérez Zeledón      | 2 - 1 | A.D. Carmelita                 | Municipal         | 25 de marzo | 20:00 |  |
| Santos de Guápiles | 1 - 2 | Deportivo Saprissa             | Ebal Rodríguez    | 26 de marzo | 13:30 |  |
| Limón F.C.         | 4 - 1 | A.D. San Carlos                | Juan Gobán        | 26 de marzo | 14:30 |  |
| Municipal Liberia  | 1 - 0 | C.S. Cartaginés                | Edgardo Baltodano | 26 de marzo | 16:00 |  |
| C.S. Herediano     | 3 - 1 | C.F. Universidad de Costa Rica | Rosabal Cordero   | 26 de marzo | 17:00 |  |
| Total de goles: 17 |       |                                |                   |             |       |  |

| L.D. Alajuelense               | 3 - 1 | Deportivo Saprissa | Morera Soto   | 1 de abril | 18:00 |             |
| C.S. Cartaginés                | 3 - 1 | Pérez Zeledón      | "Fello" Meza  | 2 de abril | 13:30 |             |
| C.F. Universidad de Costa Rica | 1 - 1 | Belén F.C.         | "Cuty" Monge  | 2 de abril | 15:00 |             |
| Limón F.C.                     | 4 - 1 | Santos de Guápiles | Juan Gobán    | 2 de abril | 15:00 |             |
| A.D. San Carlos                | 1 - 2 | C.S. Herediano     | Carlos Ugalde | 2 de abril | 16:00 |             |
| A.D. Carmelita                 | 2 - 2 | Municipal Liberia  | Morera Soto   | 3 de abril | 20:00 | Extra TV 42 |
| Total de goles: 22             |       |                    |               |            |       |             |

| L.D. Alajuelense   | 1 - 0 | A.D. Carmelita                 | "Fello" Meza      | 8 de abril | 17:30 |  |
| C.S. Herediano     | 1 - 2 | C.S. Cartaginés                | Rosabal Cordero   | 8 de abril | 20:10 |  |
| Santos de Guápiles | 3 - 0 | C.F. Universidad de Costa Rica | Ebal Rodríguez    | 9 de abril | 13:30 |  |
| Municipal Liberia  | 1 - 0 | A.D. San Carlos                | Edgardo Baltodano | 9 de abril | 13:30 |  |
| Belén F.C.         | 2 - 3 | Deportivo Saprissa             | "Coyella" Fonseca | 9 de abril | 16:00 |  |
| Pérez Zeledón      | 4 - 0 | Limón F.C.                     | Municipal         | 9 de abril | 16:00 |  |
| Total de goles: 17 |       |                                |                   |            |       |  |

| Deportivo Saprissa             | 2 - 1 | Pérez Zeledón      | Ricardo Saprissa  | 12 de abril | 20:00 |             |
| A.D. San Carlos                | 0 - 1 | L.D. Alajuelense   | Carlos Ugalde     | 12 de abril | 20:00 |             |
| C.F. Universidad de Costa Rica | 1 - 1 | Municipal Liberia  | Rosabal Cordero   | 12 de abril | 20:00 |             |
| A.D. Carmelita                 | 1 - 2 | Santos de Guápiles | Morera Soto       | 12 de abril | 20:00 | Extra TV 42 |
| C.S. Cartaginés                | 1 - 0 | Belén F.C.         | "Fello" Meza      | 12 de abril | 20:00 |             |
| Limón F.C.                     | 0 - 4 | C.S. Herediano     | "Coyella" Fonseca | 12 de abril | 20:00 |             |
| Total de goles: 14             |       |                    |                   |             |       |             |

| Pérez Zeledón      | 4 - 1 | A.D. San Carlos                | Municipal         | 16 de abril | 14:00 |  |
| L.D. Alajuelense   | 3 - 1 | C.F. Universidad de Costa Rica | Morera Soto       | 16 de abril | 14:00 |  |
| Municipal Liberia  | 0 - 0 | Deportivo Saprissa             | Edgardo Baltodano | 16 de abril | 14:00 |  |
| Santos de Guápiles | 1 - 0 | C.S. Cartaginés                | Ebal Rodríguez    | 16 de abril | 14:00 |  |
| Belén F.C.         | 3 - 1 | Limón F.C.                     | "Coyella" Fonseca | 16 de abril | 14:00 |  |
| C.S. Herediano     | 2 - 1 | A.D. Carmelita                 | Rosabal Cordero   | 16 de abril | 14:00 |  |
| Total de goles: 17 |       |                                |                   |             |       |  |

## Fase cuadrangular

### Tabla de posiciones
|    | Equipos            |  | PJ | PG | PE | PP | GF | GC | Dif. | Pts. |
| -- | ------------------ |  | -- | -- | -- | -- | -- | -- | ---- | ---- |
| 1. | C.S. Herediano     |  | 6  | 3  | 2  | 1  | 11 | 5  | +6   | 11   |
| 2. | Santos de Guápiles |  | 6  | 2  | 2  | 2  | 8  | 6  | +2   | 8    |
| 3. | Deportivo Saprissa |  | 6  | 2  | 2  | 2  | 11 | 12 | -1   | 8    |
| 4. | Limón F.C.         |  | 6  | 2  | 0  | 4  | 8  | 15 | -7   | 6    |

| Simbología |
| --- |
| Pos – Posición; PJ – Partidos Jugados; PG - Partidos Ganados; PE - Partidos Empatados; PP - Partidos Perdidos; GF – Goles a Favor; GC – Goles en Contra; DIF – Diferencia de Goles; PTS - Puntos. |

|  | Líder, clasifica a la final (1º Lugar). |

### Tabla General
El equipo que asegura el primer lugar de la cuadrangular que no sea el líder de la clasificación, accederá a una final por el título a visita recíproca (ida y vuelta). Para determinar el conjunto local del último partido, se tomará en cuenta el puntaje obtenido en las dos fases. De no presentarse esta situación, donde si el mismo club es líder de las dos etapas, se coronará campeón automáticamente sin necesidad de lo mencionado anteriormente.
|    | Equipos            |  | PJ | PG | PE | PP | GF | GC | Dif. | Pts. |
| -- | ------------------ |  | -- | -- | -- | -- | -- | -- | ---- | ---- |
| 1. | Deportivo Saprissa |  | 28 | 15 | 7  | 6  | 41 | 31 | +10  | 52   |
| 2. | C.S. Herediano     |  | 28 | 14 | 8  | 6  | 52 | 29 | +23  | 50   |
| 3. | Limón F.C.         |  | 28 | 13 | 4  | 11 | 51 | 46 | +5   | 43   |
| 4. | Santos de Guápiles |  | 28 | 11 | 9  | 8  | 40 | 30 | +10  | 42   |

### Evolución de la cuadrangular
| Equipo / Jornada | 01 | 02 | 03 | 04 | 05 | 06 |
| ---------------- | -- | -- | -- | -- | -- | -- |
| Herediano        | 2  | 3  | 2  | 1  | 1  | 1  |
| Santos           | 3  | 1  | 1  | 2  | 4  | 2  |
| Saprissa         | 4  | 4  | 4  | 3  | 2  | 3  |
| Limón            | 1  | 2  | 3  | 4  | 3  | 4  |

### Jornadas
- Los horarios son correspondientes al tiempo de Costa Rica (UTC-6).

#### Primera vuelta
| C.S. Herediano    | 0 - 0 | Santos de Guápiles | Rosabal Cordero | 22 de abril | 20:00 |  |
| Limón F.C.        | 5 - 1 | Deportivo Saprissa | Juan Gobán      | 23 de abril | 14:00 |  |
| Total de goles: 6 |       |                    |                 |             |       |  |

| Deportivo Saprissa | 2 - 2 | C.S. Herediano | Ricardo Saprissa | 29 de abril | 20:15 |  |
| Santos de Guápiles | 3 - 0 | Limón F.C.     | Ebal Rodríguez   | 30 de abril | 15:00 |  |
| Total de goles: 7  |       |                |                  |             |       |  |

| Limón F.C.         | 1 - 2 | C.S. Herediano     | Juan Gobán     | 3 de mayo | 15:00 |  |
| Santos de Guápiles | 2 - 2 | Deportivo Saprissa | Ebal Rodríguez | 3 de mayo | 15:15 |  |
| Total de goles: 7  |       |                    |                |           |       |  |

#### Segunda vuelta
| Santos de Guápiles | 1 - 2 | C.S. Herediano | Ebal Rodríguez   | 7 de mayo | 14:00 |  |
| Deportivo Saprissa | 4 - 1 | Limón F.C.     | Ricardo Saprissa | 7 de mayo | 16:30 |  |
| Total de goles: 8  |       |                |                  |           |       |  |

| Limón F.C.        | 1 - 0 | Santos de Guápiles | Juan Gobán      | 10 de mayo | 15:00 |  |
| C.S. Herediano    | 0 - 1 | Deportivo Saprissa | Rosabal Cordero | 10 de mayo | 20:00 |  |
| Total de goles: 2 |       |                    |                 |            |       |  |

| Deportivo Saprissa | 1 - 2 | Santos de Guápiles | Ricardo Saprissa | 14 de mayo | 14:00 |  |
| C.S. Herediano     | 5 - 0 | Limón F.C.         | Rosabal Cordero  | 14 de mayo | 14:00 |  |
| Total de goles: 8  |       |                    |                  |            |       |  |

## Final

### Deportivo Saprissa - C.S. Herediano
| Ida; 17 de mayo de 2017, 20:15 UTC-6 | C.S. Herediano                          | 3:0 (3:0) | Deportivo Saprissa | Estadio Rosabal Cordero, Heredia                          |                                                           |
|                                      | - Arrieta 8' - Núñez 30' - Granados 35' | Reporte   |                    | Asistencia: 4.669 espectadores Árbitro(s): Henry Bejarano | Asistencia: 4.669 espectadores Árbitro(s): Henry Bejarano |

| Vuelta; 21 de mayo de 2017, 15:00 UTC-6 | Deportivo Saprissa | 0:2 (0:0) | C.S. Herediano            | Estadio Ricardo Saprissa, Tibás, San José             |                                                       |
|                                         |                    | Reporte   | - Arrieta 67' - Núñez 87' | Asistencia: 15.718 espectadores Árbitro(s): Hugo Cruz | Asistencia: 15.718 espectadores Árbitro(s): Hugo Cruz |

### Final - Ida
| 1     | POR   | Leonel Moreira         |     |
| 26    | DEF   | Leonardo González      |     |
| 21    | DEF   | Pablo Salazar          |     |
| 99    | DEF   | Keyner Brown           |     |
| 29    | DEF   | Esteban Ramírez        | 51' |
| 5     | MED   | Óscar Esteban Granados | 58' |
| 12    | MED   | Randall Azofeifa       |     |
| 77    | MED   | José Leitón            |     |
| 11    | MED   | José Sánchez           |     |
| 23    | DEL   | Víctor Núñez           | 68' |
| 19    | DEL   | Jairo Arrieta          |     |
| D. T. | D. T. | Hernán Medford         |     |

| 1     | POR   | Danny Carvajal     |     |
| 6     | DEF   | Heiner Mora        |     |
| 14    | DEF   | Jaikel Medina      | 54' |
| 3     | DEF   | Julio Cascante     |     |
| 18    | DEF   | Dave Myrie         |     |
| 23    | DEF   | Jordan Smith       |     |
| 25    | MED   | Christian Martínez |     |
| 33    | MED   | Jaylon Hadden      | 45' |
| 7     | MED   | Ulises Segura      |     |
| 10    | MED   | Marvin Angulo      | 79' |
| 26    | DEL   | Daniel Colindres   |     |
| D. T. | D. T. | Carlos Watson      |     |

| 33 | Defensa        | Johnny Acosta   | 51' |
| 42 | Defensa        | Heyreel Saravia | 58' |
| 14 | Centrocampista | Alfonso Nieto   | 68' |

| 21 | Delantero      | Anllel Porras  | 45' |
| 17 | Centrocampista | Keven Alemán   | 54' |
| 30 | Centrocampista | Jorman Sánchez | 79' |

| 8' · 30' · 35' | Jairo Arrieta Víctor Núñez Óscar Esteban Granados | 1:0 2:0 3:0 |

| 38' | Esteban Ramírez |

| 33' · 61' · 71' | Daniel Colindres Christian Martínez Dave Myrie |

| 76' | Dave Myrie |

| Principal  | Henry Bejarano        |
| Asistentes | Juan Carlos Mora      |
|            | Rafael Andrade        |
| Cuarto     | Juan Gabriel Calderón |

|                    |     |     |
| Tiros              | 9   | 8   |
| Tiros a puerta     | 1   | 2   |
| Faltas             | 15  | 11  |
| Saques de esquina  | 2   | 2   |
| Penaltis           | 0   | 0   |
| Fueras de juego    | 1   | 5   |
| Posesión del balón | 52% | 48% |

| Alineación inicial |

| 1     | POR   | Leonel Moreira         |     |
| 26    | DEF   | Leonardo González      |     |
| 21    | DEF   | Pablo Salazar          |     |
| 99    | DEF   | Keyner Brown           |     |
| 29    | DEF   | Esteban Ramírez        | 51' |
| 5     | MED   | Óscar Esteban Granados | 58' |
| 12    | MED   | Randall Azofeifa       |     |
| 77    | MED   | José Leitón            |     |
| 11    | MED   | José Sánchez           |     |
| 23    | DEL   | Víctor Núñez           | 68' |
| 19    | DEL   | Jairo Arrieta          |     |
| D. T. | D. T. | Hernán Medford         |     |

| 1     | POR   | Danny Carvajal     |     |
| 6     | DEF   | Heiner Mora        |     |
| 14    | DEF   | Jaikel Medina      | 54' |
| 3     | DEF   | Julio Cascante     |     |
| 18    | DEF   | Dave Myrie         |     |
| 23    | DEF   | Jordan Smith       |     |
| 25    | MED   | Christian Martínez |     |
| 33    | MED   | Jaylon Hadden      | 45' |
| 7     | MED   | Ulises Segura      |     |
| 10    | MED   | Marvin Angulo      | 79' |
| 26    | DEL   | Daniel Colindres   |     |
| D. T. | D. T. | Carlos Watson      |     |

| 33 | Defensa        | Johnny Acosta   | 51' |
| 42 | Defensa        | Heyreel Saravia | 58' |
| 14 | Centrocampista | Alfonso Nieto   | 68' |

| 21 | Delantero      | Anllel Porras  | 45' |
| 17 | Centrocampista | Keven Alemán   | 54' |
| 30 | Centrocampista | Jorman Sánchez | 79' |

| 8' · 30' · 35' | Jairo Arrieta Víctor Núñez Óscar Esteban Granados | 1:0 2:0 3:0 |

| 38' | Esteban Ramírez |

| 33' · 61' · 71' | Daniel Colindres Christian Martínez Dave Myrie |

| 76' | Dave Myrie |

| Principal  | Henry Bejarano        |
| Asistentes | Juan Carlos Mora      |
|            | Rafael Andrade        |
| Cuarto     | Juan Gabriel Calderón |

|                    |     |     |
| Tiros              | 9   | 8   |
| Tiros a puerta     | 1   | 2   |
| Faltas             | 15  | 11  |
| Saques de esquina  | 2   | 2   |
| Penaltis           | 0   | 0   |
| Fueras de juego    | 1   | 5   |
| Posesión del balón | 52% | 48% |

| Alineación inicial |

| 1     | POR   | Leonel Moreira         |     |
| 26    | DEF   | Leonardo González      |     |
| 21    | DEF   | Pablo Salazar          |     |
| 99    | DEF   | Keyner Brown           |     |
| 29    | DEF   | Esteban Ramírez        | 51' |
| 5     | MED   | Óscar Esteban Granados | 58' |
| 12    | MED   | Randall Azofeifa       |     |
| 77    | MED   | José Leitón            |     |
| 11    | MED   | José Sánchez           |     |
| 23    | DEL   | Víctor Núñez           | 68' |
| 19    | DEL   | Jairo Arrieta          |     |
| D. T. | D. T. | Hernán Medford         |     |

| 1     | POR   | Danny Carvajal     |     |
| 6     | DEF   | Heiner Mora        |     |
| 14    | DEF   | Jaikel Medina      | 54' |
| 3     | DEF   | Julio Cascante     |     |
| 18    | DEF   | Dave Myrie         |     |
| 23    | DEF   | Jordan Smith       |     |
| 25    | MED   | Christian Martínez |     |
| 33    | MED   | Jaylon Hadden      | 45' |
| 7     | MED   | Ulises Segura      |     |
| 10    | MED   | Marvin Angulo      | 79' |
| 26    | DEL   | Daniel Colindres   |     |
| D. T. | D. T. | Carlos Watson      |     |

| 33 | Defensa        | Johnny Acosta   | 51' |
| 42 | Defensa        | Heyreel Saravia | 58' |
| 14 | Centrocampista | Alfonso Nieto   | 68' |

| 21 | Delantero      | Anllel Porras  | 45' |
| 17 | Centrocampista | Keven Alemán   | 54' |
| 30 | Centrocampista | Jorman Sánchez | 79' |

| 8' · 30' · 35' | Jairo Arrieta Víctor Núñez Óscar Esteban Granados | 1:0 2:0 3:0 |

| 38' | Esteban Ramírez |

| 33' · 61' · 71' | Daniel Colindres Christian Martínez Dave Myrie |

| 76' | Dave Myrie |

| Principal  | Henry Bejarano        |
| Asistentes | Juan Carlos Mora      |
|            | Rafael Andrade        |
| Cuarto     | Juan Gabriel Calderón |

|                    |     |     |
| Tiros              | 9   | 8   |
| Tiros a puerta     | 1   | 2   |
| Faltas             | 15  | 11  |
| Saques de esquina  | 2   | 2   |
| Penaltis           | 0   | 0   |
| Fueras de juego    | 1   | 5   |
| Posesión del balón | 52% | 48% |

| Alineación inicial |

| 1     | POR   | Leonel Moreira         |     |
| 26    | DEF   | Leonardo González      |     |
| 21    | DEF   | Pablo Salazar          |     |
| 99    | DEF   | Keyner Brown           |     |
| 29    | DEF   | Esteban Ramírez        | 51' |
| 5     | MED   | Óscar Esteban Granados | 58' |
| 12    | MED   | Randall Azofeifa       |     |
| 77    | MED   | José Leitón            |     |
| 11    | MED   | José Sánchez           |     |
| 23    | DEL   | Víctor Núñez           | 68' |
| 19    | DEL   | Jairo Arrieta          |     |
| D. T. | D. T. | Hernán Medford         |     |

| 1     | POR   | Danny Carvajal     |     |
| 6     | DEF   | Heiner Mora        |     |
| 14    | DEF   | Jaikel Medina      | 54' |
| 3     | DEF   | Julio Cascante     |     |
| 18    | DEF   | Dave Myrie         |     |
| 23    | DEF   | Jordan Smith       |     |
| 25    | MED   | Christian Martínez |     |
| 33    | MED   | Jaylon Hadden      | 45' |
| 7     | MED   | Ulises Segura      |     |
| 10    | MED   | Marvin Angulo      | 79' |
| 26    | DEL   | Daniel Colindres   |     |
| D. T. | D. T. | Carlos Watson      |     |

| 33 | Defensa        | Johnny Acosta   | 51' |
| 42 | Defensa        | Heyreel Saravia | 58' |
| 14 | Centrocampista | Alfonso Nieto   | 68' |

| 21 | Delantero      | Anllel Porras  | 45' |
| 17 | Centrocampista | Keven Alemán   | 54' |
| 30 | Centrocampista | Jorman Sánchez | 79' |

| 8' · 30' · 35' | Jairo Arrieta Víctor Núñez Óscar Esteban Granados | 1:0 2:0 3:0 |

| 38' | Esteban Ramírez |

| 33' · 61' · 71' | Daniel Colindres Christian Martínez Dave Myrie |

| 76' | Dave Myrie |

| Principal  | Henry Bejarano        |
| Asistentes | Juan Carlos Mora      |
|            | Rafael Andrade        |
| Cuarto     | Juan Gabriel Calderón |

|                    |     |     |
| Tiros              | 9   | 8   |
| Tiros a puerta     | 1   | 2   |
| Faltas             | 15  | 11  |
| Saques de esquina  | 2   | 2   |
| Penaltis           | 0   | 0   |
| Fueras de juego    | 1   | 5   |
| Posesión del balón | 52% | 48% |

| Alineación inicial |

### Final - Vuelta
| 1     | POR   | Danny Carvajal     |     |
| 28    | DEF   | Joseph Mora        | 49' |
| 6     | DEF   | Heiner Mora        |     |
| 3     | DEF   | Julio Cascante     |     |
| 23    | DEF   | Jordan Smith       |     |
| 25    | MED   | Christian Martínez |     |
| 7     | MED   | Ulises Segura      |     |
| 10    | MED   | Marvin Angulo      |     |
| 26    | DEL   | Daniel Colindres   |     |
| 21    | DEL   | Anllel Porras      | 55' |
| 11    | DEL   | Fabrizio Ronchetti |     |
| D. T. | D. T. | Carlos Watson      |     |

| 1     | POR   | Leonel Moreira    |     |
| 26    | DEF   | Leonardo González |     |
| 21    | DEF   | Pablo Salazar     |     |
| 99    | DEF   | Keyner Brown      |     |
| 33    | DEF   | Johnny Acosta     |     |
| 42    | MED   | Heyreel Saravia   |     |
| 12    | MED   | Randall Azofeifa  |     |
| 77    | MED   | José Leitón       | 63' |
| 11    | MED   | José Sánchez      | 52' |
| 10    | MED   | Elías Aguilar     |     |
| 19    | DEL   | Jairo Arrieta     | 70' |
| D. T. | D. T. | Hernán Medford    |     |

| 30 | Centrocampista | Jorman Sánchez | 49' |
| 27 | Centrocampista | Marvin Loría   | 55' |

| 29 | Centrocampista | Esteban Ramírez | 52' |
| 14 | Centrocampista | Alfonso Nieto   | 63' |
| 23 | Delantero      | Víctor Núñez    | 70' |

| 66' · 87' | Jairo Arrieta Víctor Núñez | 0:1 0:2 |

| 23' · 34' · 77' | Joseph Mora Heiner Mora Fabrizio Ronchetti |

| 8' · 33' · 56' | José Sánchez Heyreel Saravia Pablo Salazar |

| 89' | Fabrizio Ronchetti |

| Principal  | Hugo Cruz        |
| Asistentes | Carlos Fernández |
|            | Andrés Arrieta   |
| Cuarto     | Jeffrey Solís    |

|                    |     |     |
| Tiros              | 13  | 9   |
| Tiros a puerta     | 6   | 4   |
| Faltas             | 18  | 13  |
| Saques de esquina  | 11  | 2   |
| Penaltis           | 0   | 0   |
| Fueras de juego    | 2   | 2   |
| Posesión del balón | 52% | 48% |

| Alineación inicial |

| 1     | POR   | Danny Carvajal     |     |
| 28    | DEF   | Joseph Mora        | 49' |
| 6     | DEF   | Heiner Mora        |     |
| 3     | DEF   | Julio Cascante     |     |
| 23    | DEF   | Jordan Smith       |     |
| 25    | MED   | Christian Martínez |     |
| 7     | MED   | Ulises Segura      |     |
| 10    | MED   | Marvin Angulo      |     |
| 26    | DEL   | Daniel Colindres   |     |
| 21    | DEL   | Anllel Porras      | 55' |
| 11    | DEL   | Fabrizio Ronchetti |     |
| D. T. | D. T. | Carlos Watson      |     |

| 1     | POR   | Leonel Moreira    |     |
| 26    | DEF   | Leonardo González |     |
| 21    | DEF   | Pablo Salazar     |     |
| 99    | DEF   | Keyner Brown      |     |
| 33    | DEF   | Johnny Acosta     |     |
| 42    | MED   | Heyreel Saravia   |     |
| 12    | MED   | Randall Azofeifa  |     |
| 77    | MED   | José Leitón       | 63' |
| 11    | MED   | José Sánchez      | 52' |
| 10    | MED   | Elías Aguilar     |     |
| 19    | DEL   | Jairo Arrieta     | 70' |
| D. T. | D. T. | Hernán Medford    |     |

| 30 | Centrocampista | Jorman Sánchez | 49' |
| 27 | Centrocampista | Marvin Loría   | 55' |

| 29 | Centrocampista | Esteban Ramírez | 52' |
| 14 | Centrocampista | Alfonso Nieto   | 63' |
| 23 | Delantero      | Víctor Núñez    | 70' |

| 66' · 87' | Jairo Arrieta Víctor Núñez | 0:1 0:2 |

| 23' · 34' · 77' | Joseph Mora Heiner Mora Fabrizio Ronchetti |

| 8' · 33' · 56' | José Sánchez Heyreel Saravia Pablo Salazar |

| 89' | Fabrizio Ronchetti |

| Principal  | Hugo Cruz        |
| Asistentes | Carlos Fernández |
|            | Andrés Arrieta   |
| Cuarto     | Jeffrey Solís    |

|                    |     |     |
| Tiros              | 13  | 9   |
| Tiros a puerta     | 6   | 4   |
| Faltas             | 18  | 13  |
| Saques de esquina  | 11  | 2   |
| Penaltis           | 0   | 0   |
| Fueras de juego    | 2   | 2   |
| Posesión del balón | 52% | 48% |

| Alineación inicial |

| 1     | POR   | Danny Carvajal     |     |
| 28    | DEF   | Joseph Mora        | 49' |
| 6     | DEF   | Heiner Mora        |     |
| 3     | DEF   | Julio Cascante     |     |
| 23    | DEF   | Jordan Smith       |     |
| 25    | MED   | Christian Martínez |     |
| 7     | MED   | Ulises Segura      |     |
| 10    | MED   | Marvin Angulo      |     |
| 26    | DEL   | Daniel Colindres   |     |
| 21    | DEL   | Anllel Porras      | 55' |
| 11    | DEL   | Fabrizio Ronchetti |     |
| D. T. | D. T. | Carlos Watson      |     |

| 1     | POR   | Leonel Moreira    |     |
| 26    | DEF   | Leonardo González |     |
| 21    | DEF   | Pablo Salazar     |     |
| 99    | DEF   | Keyner Brown      |     |
| 33    | DEF   | Johnny Acosta     |     |
| 42    | MED   | Heyreel Saravia   |     |
| 12    | MED   | Randall Azofeifa  |     |
| 77    | MED   | José Leitón       | 63' |
| 11    | MED   | José Sánchez      | 52' |
| 10    | MED   | Elías Aguilar     |     |
| 19    | DEL   | Jairo Arrieta     | 70' |
| D. T. | D. T. | Hernán Medford    |     |

| 30 | Centrocampista | Jorman Sánchez | 49' |
| 27 | Centrocampista | Marvin Loría   | 55' |

| 29 | Centrocampista | Esteban Ramírez | 52' |
| 14 | Centrocampista | Alfonso Nieto   | 63' |
| 23 | Delantero      | Víctor Núñez    | 70' |

| 66' · 87' | Jairo Arrieta Víctor Núñez | 0:1 0:2 |

| 23' · 34' · 77' | Joseph Mora Heiner Mora Fabrizio Ronchetti |

| 8' · 33' · 56' | José Sánchez Heyreel Saravia Pablo Salazar |

| 89' | Fabrizio Ronchetti |

| Principal  | Hugo Cruz        |
| Asistentes | Carlos Fernández |
|            | Andrés Arrieta   |
| Cuarto     | Jeffrey Solís    |

|                    |     |     |
| Tiros              | 13  | 9   |
| Tiros a puerta     | 6   | 4   |
| Faltas             | 18  | 13  |
| Saques de esquina  | 11  | 2   |
| Penaltis           | 0   | 0   |
| Fueras de juego    | 2   | 2   |
| Posesión del balón | 52% | 48% |

| Alineación inicial |

| 1     | POR   | Danny Carvajal     |     |
| 28    | DEF   | Joseph Mora        | 49' |
| 6     | DEF   | Heiner Mora        |     |
| 3     | DEF   | Julio Cascante     |     |
| 23    | DEF   | Jordan Smith       |     |
| 25    | MED   | Christian Martínez |     |
| 7     | MED   | Ulises Segura      |     |
| 10    | MED   | Marvin Angulo      |     |
| 26    | DEL   | Daniel Colindres   |     |
| 21    | DEL   | Anllel Porras      | 55' |
| 11    | DEL   | Fabrizio Ronchetti |     |
| D. T. | D. T. | Carlos Watson      |     |

| 1     | POR   | Leonel Moreira    |     |
| 26    | DEF   | Leonardo González |     |
| 21    | DEF   | Pablo Salazar     |     |
| 99    | DEF   | Keyner Brown      |     |
| 33    | DEF   | Johnny Acosta     |     |
| 42    | MED   | Heyreel Saravia   |     |
| 12    | MED   | Randall Azofeifa  |     |
| 77    | MED   | José Leitón       | 63' |
| 11    | MED   | José Sánchez      | 52' |
| 10    | MED   | Elías Aguilar     |     |
| 19    | DEL   | Jairo Arrieta     | 70' |
| D. T. | D. T. | Hernán Medford    |     |

| 30 | Centrocampista | Jorman Sánchez | 49' |
| 27 | Centrocampista | Marvin Loría   | 55' |

| 29 | Centrocampista | Esteban Ramírez | 52' |
| 14 | Centrocampista | Alfonso Nieto   | 63' |
| 23 | Delantero      | Víctor Núñez    | 70' |

| 66' · 87' | Jairo Arrieta Víctor Núñez | 0:1 0:2 |

| 23' · 34' · 77' | Joseph Mora Heiner Mora Fabrizio Ronchetti |

| 8' · 33' · 56' | José Sánchez Heyreel Saravia Pablo Salazar |

| 89' | Fabrizio Ronchetti |

| Principal  | Hugo Cruz        |
| Asistentes | Carlos Fernández |
|            | Andrés Arrieta   |
| Cuarto     | Jeffrey Solís    |

|                    |     |     |
| Tiros              | 13  | 9   |
| Tiros a puerta     | 6   | 4   |
| Faltas             | 18  | 13  |
| Saques de esquina  | 11  | 2   |
| Penaltis           | 0   | 0   |
| Fueras de juego    | 2   | 2   |
| Posesión del balón | 52% | 48% |

| Alineación inicial |

|                                                                   |
| Campeón · Archivo:EscudoFlorense n (cropped).jpg · C.S. Herediano |
| 26.to título                                                      |

## Estadísticas

### Máximos goleadores
Lista con los máximos goleadores de la competencia.
| 1.º                              |  | Erick Scott              | Limón F.C.                     | 22 |
| 2.º                              |  | Jairo Arrieta            | C.S. Herediano                 | 15 |
| 3.º                              |  | Daniel Colindres         | Deportivo Saprissa             | 13 |
| 3.º                              |  | Luis Ángel Landín        | Pérez Zeledón                  | 13 |
| 5.º                              |  | Julio Cruz               | Belén F.C.                     | 11 |
| 6.º                              |  | Elías Aguilar            | C.S. Herediano                 | 9  |
| 6.º                              |  | Randall Azofeifa         | C.S. Herediano                 | 9  |
| 8.º                              |  | Johnny Woodly            | A.D. San Carlos                | 8  |
| 8.º                              |  | Víctor Gutiérrez         | C.F. Universidad de Costa Rica | 8  |
| 10.º                             |  | Luis Stewart Pérez       | Pérez Zeledón                  | 7  |
| 11.º                             |  | Álvaro Sánchez           | A.D. San Carlos                | 6  |
| 11.º                             |  | Cristhiam Lagos          | Santos de Guápiles             | 6  |
| 11.º                             |  | José Luis Cordero        | L.D. Alajuelense               | 6  |
| 11.º                             |  | Kenny Cunningham         | Santos de Guápiles             | 6  |
| 11.º                             |  | Miguel Marín             | Limón F.C.                     | 6  |
| 11.º                             |  | Randall Brenes           | C.S. Cartaginés                | 6  |
| 11.º                             |  | Reimond Salas            | Santos de Guápiles             | 6  |
| 18.º                             |  | Amir Waithe              | A.D. Carmelita                 | 5  |
| 18.º                             |  | Fabrizio Ronchetti       | Deportivo Saprissa             | 5  |
| 18.º                             |  | Kenner Gutiérrez         | L.D. Alajuelense               | 5  |
| 18.º                             |  | Leonardo Adams           | Santos de Guápiles             | 5  |
| 18.º                             |  | Lucas Gómez              | C.S. Cartaginés                | 5  |
| 18.º                             |  | Marvin Angulo            | Deportivo Saprissa             | 5  |
| 18.º                             |  | Olman Vargas             | A.D. Carmelita                 | 5  |
| 18.º                             |  | Óscar Esteban Granados   | C.S. Herediano                 | 5  |
| 18.º                             |  | Víctor Núñez             | C.S. Herediano                 | 5  |
| 18.º                             |  | Yuaycell Wright          | Limón F.C.                     | 5  |
| 28.º                             |  | Bryan Vega               | C.F. Universidad de Costa Rica | 4  |
| 28.º                             |  | Hernán Fener             | C.S. Cartaginés                | 4  |
| 28.º                             |  | Kenneth García           | Municipal Liberia              | 4  |
| 31.º                             |  | Alfonso Nieto            | C.S. Herediano                 | 3  |
| 31.º                             |  | Allen Guevara            | L.D. Alajuelense               | 3  |
| 31.º                             |  | Anderson Andrade         | Municipal Liberia              | 3  |
| 31.º                             |  | Anllel Porras            | Deportivo Saprissa             | 3  |
| 31.º                             |  | Bryan Jiménez            | L.D. Alajuelense               | 3  |
| 31.º                             |  | Bryan López              | Belén F.C.                     | 3  |
| 31.º                             |  | Carlos Hernández         | A.D. Carmelita                 | 3  |
| 31.º                             |  | César de la Peña         | Belén F.C.                     | 3  |
| 31.º                             |  | Edder Monguío            | Santos de Guápiles             | 3  |
| 31.º                             |  | Jordan Smith             | Deportivo Saprissa             | 3  |
| 31.º                             |  | José Leitón              | C.S. Herediano                 | 3  |
| 31.º                             |  | Jossimar Pemberton       | Municipal Liberia              | 3  |
| 31.º                             |  | Josué Mitchell           | C.F. Universidad de Costa Rica | 3  |
| 31.º                             |  | Juan Bustos              | C.S. Cartaginés                | 3  |
| 31.º                             |  | Juan Diego Madrigal      | Santos de Guápiles             | 3  |
| 31.º                             |  | Juan Vicente Solís       | A.D. San Carlos                | 3  |
| 31.º                             |  | Juan Pablo Vargas        | Belén F.C.                     | 3  |
| 31.º                             |  | Keilor Soto              | Pérez Zeledón                  | 3  |
| 31.º                             |  | Kevin Fajardo            | C.S. Cartaginés                | 3  |
| 31.º                             |  | Lucas Meza               | Pérez Zeledón                  | 3  |
| 31.º                             |  | Michael Barrantes Barret | Limón F.C.                     | 3  |
| 31.º                             |  | Michael Umaña            | L.D. Alajuelense               | 3  |
| 31.º                             |  | Ricardo Blanco           | C.S. Cartaginés                | 3  |
| 31.º                             |  | Starling Matarrita       | Santos de Guápiles             | 3  |
| 31.º                             |  | Ulises Segura            | Deportivo Saprissa             | 3  |
| 31.º                             |  | Walter Chévez            | Municipal Liberia              | 3  |
| 57.º                             |  | Álvaro Aguilar           | A.D. San Carlos                | 2  |
| 57.º                             |  | Félix Montoya            | Municipal Liberia              | 2  |
| 57.º                             |  | Jean Scott               | Municipal Liberia              | 2  |
| 57.º                             |  | Johnny Acosta            | C.S. Herediano                 | 2  |
| 57.º                             |  | Johnny Ruiz              | A.D. Carmelita                 | 2  |
| 57.º                             |  | Jonathan McDonald        | L.D. Alajuelense               | 2  |
| 57.º                             |  | José Adrián Marrero      | A.D. Carmelita                 | 2  |
| 57.º                             |  | Julio Cascante           | Deportivo Saprissa             | 2  |
| 57.º                             |  | Kareem McLean            | Limón F.C.                     | 2  |
| 57.º                             |  | Kendrick Pinnock         | Limón F.C.                     | 2  |
| 57.º                             |  | Luis Sequeira            | L.D. Alajuelense               | 2  |
| 57.º                             |  | Marco Mena               | A.D. San Carlos                | 2  |
| 57.º                             |  | Néstor Monge             | C.S. Cartaginés                | 2  |
| 57.º                             |  | Osvaldo Rodríguez        | Santos de Guápiles             | 2  |
| 57.º                             |  | Ronny Mora               | Belén F.C.                     | 2  |
| 57.º                             |  | Steven Williams          | Limón F.C.                     | 2  |
| 57.º                             |  | Verny Scott              | C.F. Universidad de Costa Rica | 2  |
| 74.º                             |  | Adrián Chévez            | Deportivo Saprissa             | 1  |
| 74.º                             |  | Alexánder Espinoza       | Limón F.C.                     | 1  |
| 74.º                             |  | Álvaro Saborío           | Deportivo Saprissa             | 1  |
| 74.º                             |  | Alvin Bennett            | Limón F.C.                     | 1  |
| 74.º                             |  | Anthony López            | Pérez Zeledón                  | 1  |
| 74.º                             |  | Darío Delgado            | C.F. Universidad de Costa Rica | 1  |
| 74.º                             |  | Dave Myrie               | Deportivo Saprissa             | 1  |
| 74.º                             |  | Diego Díaz               | Santos de Guápiles             | 1  |
| 74.º                             |  | Din John Arias           | Pérez Zeledón                  | 1  |
| 74.º                             |  | Edder Solórzano          | Santos de Guápiles             | 1  |
| 74.º                             |  | Erick Marín              | Limón F.C.                     | 1  |
| 74.º                             |  | Esyin Cordero            | Pérez Zeledón                  | 1  |
| 74.º                             |  | Greivin Méndez           | Limón F.C.                     | 1  |
| 74.º                             |  | Heiner Mora              | Deportivo Saprissa             | 1  |
| 74.º                             |  | Heyrel Saravia           | C.S. Herediano                 | 1  |
| 74.º                             |  | Jaikel Medina            | Deportivo Saprissa             | 1  |
| 74.º                             |  | Jake Beckford            | A.D. San Carlos                | 1  |
| 74.º                             |  | Jefferson Hurtado        | L.D. Alajuelense               | 1  |
| 74.º                             |  | Jeikel Venegas           | A.D. Carmelita                 | 1  |
| 74.º                             |  | JeMark Hernández         | Limón F.C.                     | 1  |
| 74.º                             |  | Jimmy Marín              | C.S. Herediano                 | 1  |
| 74.º                             |  | Jonathan Zárate          | A.D. San Carlos                | 1  |
| 74.º                             |  | José Luis Balanta        | Municipal Liberia              | 1  |
| 74.º                             |  | José Miguel Cubero       | C.S. Herediano                 | 1  |
| 74.º                             |  | José Garro               | Santos de Guápiles             | 1  |
| 74.º                             |  | José Mena                | C.S. Herediano                 | 1  |
| 74.º                             |  | Josué Rodríguez          | Belén F.C.                     | 1  |
| 74.º                             |  | Juan Gabriel Guzmán      | Pérez Zeledón                  | 1  |
| 74.º                             |  | Julio César Pardini      | C.S. Herediano                 | 1  |
| 74.º                             |  | Kenneth Cerdas           | L.D. Alajuelense               | 1  |
| 74.º                             |  | Keven Alemán             | Deportivo Saprissa             | 1  |
| 74.º                             |  | Kevin Sancho             | Pérez Zeledón                  | 1  |
| 74.º                             |  | Keyder Bernard           | Limón F.C.                     | 1  |
| 74.º                             |  | Luis Carlos Barrantes    | Pérez Zeledón                  | 1  |
| 74.º                             |  | Mark Lester Blanco       | A.D. San Carlos                | 1  |
| 74.º                             |  | Marvin Esquivel          | Limón F.C.                     | 1  |
| 74.º                             |  | Marvin Obando            | Santos de Guápiles             | 1  |
| 74.º                             |  | Michael Barquero         | Santos de Guápiles             | 1  |
| 74.º                             |  | Nino Rojas               | L.D. Alajuelense               | 1  |
| 74.º                             |  | Pablo Solano             | A.D. San Carlos                | 1  |
| 74.º                             |  | Rafael Rodríguez         | Belén F.C.                     | 1  |
| 74.º                             |  | Randall Alvarado         | C.S. Cartaginés                | 1  |
| 74.º                             |  | Randy Chirino            | Deportivo Saprissa             | 1  |
| 74.º                             |  | Randy Cubero             | C.F. Universidad de Costa Rica | 1  |
| 74.º                             |  | René Miranda             | Municipal Liberia              | 1  |
| 74.º                             |  | Shain Brown              | Limón F.C.                     | 1  |
| 74.º                             |  | Suhander Zúñiga          | A.D. Carmelita                 | 1  |
| 74.º                             |  | Verny Ramírez            | A.D. Carmelita                 | 1  |
| 74.º                             |  | Yael López               | A.D. Carmelita                 | 1  |
| 74.º                             |  | Yoserth Hernández        | Limón F.C.                     | 1  |
| Última actualización: 21 de mayo |  |                          |                                |    |

### Tripletes o más
| Johnny Woodly                    | A.D. San Carlos                | A.D. Carmelita | 2 - 3 | 6' 31' 63' (pen.)                    | 26 de enero   |
| Víctor Gutiérrez                 | C.F. Universidad de Costa Rica | Belén F.C.     | 2 - 3 | 17' 61' 81'                          | 5 de febrero  |
| Erick Scott                      | Limón F.C.                     | Pérez Zeledón  | 5 - 1 | 77' 85' 88'                          | 8 de febrero  |
| Erick Scott                      | Limón F.C.                     | Belén F.C.     | 7 - 0 | 51' 56' (pen.) 61' (pen.) 69' (pen.) | 19 de febrero |
| Luis Ángel Landín                | Pérez Zeledón                  | Limón F.C.     | 4 - 0 | 3' 13' 83'                           | 9 de abril    |
| Julio Cruz                       | Belén F.C.                     | Limón F.C.     | 3 - 1 | 21' 46' 61'                          | 16 de abril   |
| Randall Azofeifa                 | C.S. Herediano                 | Limón F.C.     | 5 - 0 | 9' 12' (pen.) 65' (pen.)             | 14 de mayo    |
| Última actualización: 14 de mayo |                                |                |       |                                      |               |

## Asistencia y recaudación
| Deportivo Saprissa               | 158.857 | ₡ 400.038.150,00 |
| L.D. Alajuelense                 | 89.274  | ₡ 110.333.000,00 |
| C.S. Herediano                   | 62.851  | ₡ 121.554.000,00 |
| C.S. Cartaginés                  | 40.339  | ₡ 92.075.000,00  |
| A.D. San Carlos                  | 26.853  | ₡ 31.726.000,00  |
| C.F. Universidad de Costa Rica   | 20.365  | ₡ 48.303.000,00  |
| Municipal Liberia                | 18.073  | ₡ 39.958.000,00  |
| Santos de Guápiles               | 16.863  | ₡ 49.209.000,00  |
| Limón F.C.                       | 15.301  | ₡ 82.350.000,00  |
| Pérez Zeledón                    | 11.791  | ₡ 32.264.000,00  |
| A.D. Carmelita                   | 9.195   | ₡ 7.611.000,00   |
| Belén F.C.                       | 6.234   | ₡ 10.354.000,00  |
| Última actualización: 26 de mayo |         |                  |